# Godahoppsudden

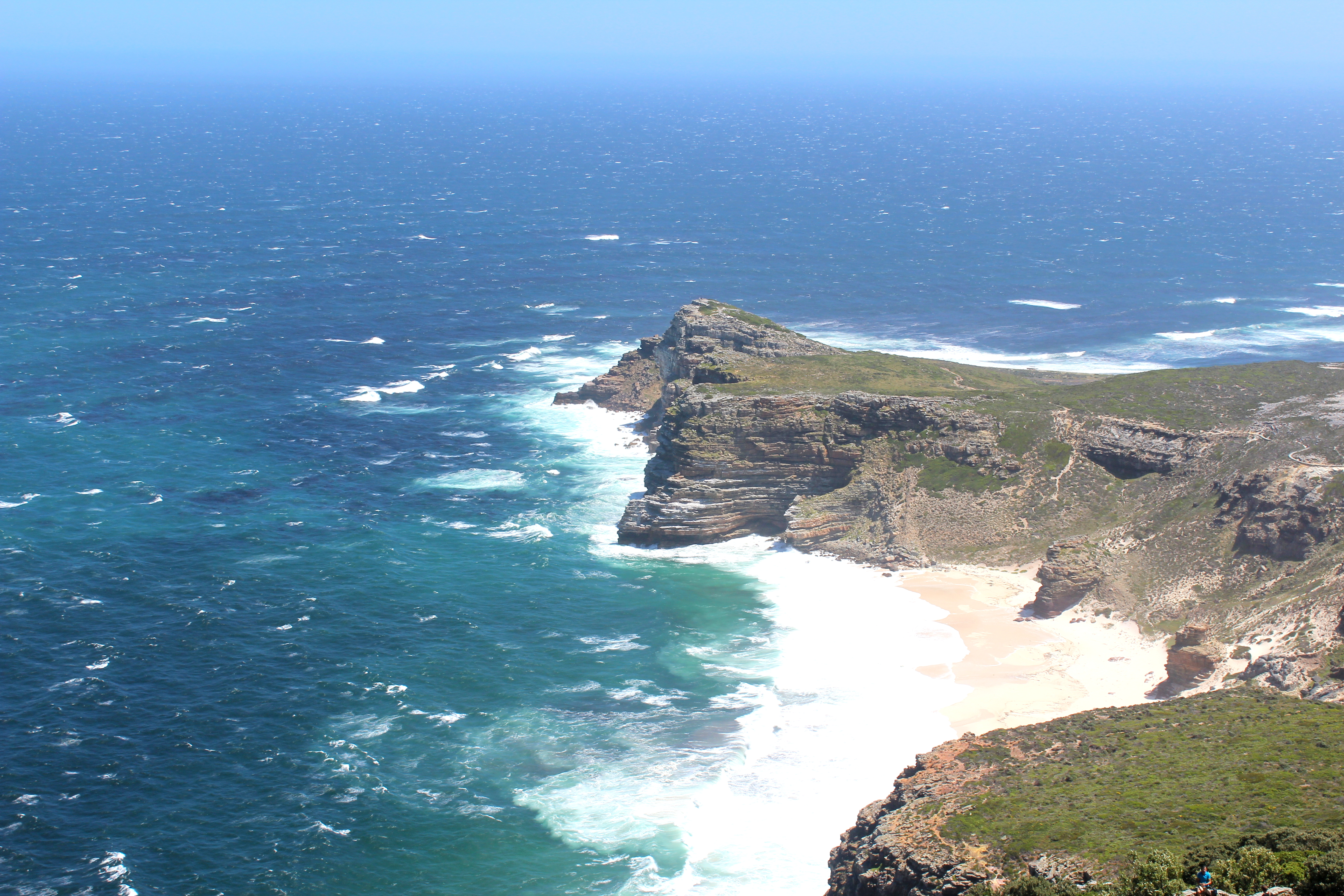
Godahoppsudden, den näst sydligaste udden på Kaphalvön. Bild tagen från Kapudden.

Godahoppsudden (afrikaans: Kaap die Goeie Hoop; engelska: Cape of Good Hope) är en mot sydväst utskjutande udde nära den yttersta spetsen, Kapudden, på Kaphalvön i Sydafrika söder om Kapstaden.
Godahoppsudden förväxlas ibland med Afrikas sydligaste udde och den punkt där Atlanten blir Indiska oceanen. Det är dock Agulhas, 15 mil sydöst om Kapudden och Godahoppsudden, som är den sydligaste spetsen på den afrikanska kontinenten och där oceanerna sägs mötas. Att runda Godahoppsudden var dock en viktig milstolpe för forna tiders sjöfarare, udden där man ändrar kurs, varför den troligen är den mest kända av Afrikas uddar.
Det sägs att fenicierna var de första att runda Godahoppsudden, men detta har aldrig bevisats och är högst osannolikt. Däremot rundade kinesiska sjöfarare udden före européerna, vilket bevisas både av arkeologiska fynd och av flera kinesiska kartor från 1300-talet som visar södra Afrika. Den tidigaste av dessa kartor är från tidigt 1300-tal och är ritad av kartografen Chu Ssu-Pen. På 1420-talet ledde Zheng He en expedition längs den afrikanska östkusten, som blivit den mest välkända på grund av mängden bevarade reseskildringar. Det är dock oklart om Zheng Hes flotta någonsin rundade Godahoppsudden. Senare under 1400-talet avbröts Kinas upptäcktsresor på Indiska oceanen av inrikespolitiska skäl.
Den första europé som rundade udden var den portugisiske sjöfararen Bartolomeu Diaz 1488. Diaz gav udden namnet ”Stormarnas udde”, men detta namn byttes ut mot Godahoppsudden (Cabo da Boa Esperança) av den portugisiske kungen Johan II.
Nederländske handelsresanden Jan van Riebeeck grundade 6 april 1652 Kapstaden strax norr om Godahoppsudden, som en bunkringshamn för Nederländska Ostindiska Kompaniet.